# لويس بالما
لويس إنريكي بالما أوسيجويرا (من مواليد 17 يناير 2000) هو لاعب كرة قدم هندوراسي محترف يلعب كجناح في نادي نادي سلتيك الإسكتلندي ومنتخب هندوراس لكرة القدم.

## وصلات خارجية
- لويس بالما على موقع الاتحاد الأوربي (الإنجليزية)
- لويس بالما على موقع إي إس بي إن إف سي (الإنجليزية)
- لويس بالما على موقع قاعدة بيانات كرة القدم.إي يو (الإنجليزية)
- لويس بالما على موقع ناشيونال فوتبول تيمز (الإنجليزية)
- لويس بالما على موقع Soccerway.com (الإنجليزية)
- لويس بالما على موقع عالم كرة القدم.نت (الإنجليزية)
- لويس بالما على موقع أوليمبيديا (الإنجليزية)